# 終極異噬界
《終極異噬界》（英語：Cosmic Sin）是一部2021年美國科幻動作片，由愛德華·德瑞克執導並與柯瑞·拉吉合作編劇，法蘭克·葛里洛、布魯斯·威利、布蘭登·湯瑪斯·李（Brandon Thomas Lee）和C·J·佩里主演。劇情講述一群士兵和科學家對首次接觸的外星人先發制人展開對抗，以望在星際戰爭爆發之前結束這場戰爭。
《終極異噬界》2021年3月12日於美國發行，口碑不佳。

## 劇情
在2524年的未來，地球利用先進的量子推進技術在宇宙建立三座殖民地，而在火星的殖民則宣告失敗。當其中一個星球叛變後，有「血腥上校」（The Blood General）之稱的詹姆士·福特受命投下「Q炸彈」（Q-bomb）摧毀該星球上的七千萬人。聲名狼藉的詹姆士被迫退休，並與妻子莉亞·高斯博士離異。
某日，一星球上的礦業人員與外星人發生首次接觸並被外星寄生體寄生。回到地球的軍事基地，莉亞嘗試與她接觸，但未料對方被寄生體控制而與幾名寄生者大開殺戒，直到人類聯盟找來的詹姆士阻止殺戮。量子工程師費歐娜·艾登發現寄生體吐出的輻射物體而使外星人找到地球的位置，使得艾隆·萊爾將軍採取「異噬界計劃」（Cosmic Sin），打算先發制人阻止敵軍，於是他與兒子布雷斯頓、詹姆士、聯盟代表達許、莉亞、軍官馬可斯·布萊克和費歐娜共七人穿上太空裝甲，利用量子跳躍穿梭至殖民地之一的艾洛拉星球（Ellora）。眾人分散，布雷斯頓、費歐娜和馬可斯遭到外星軍隊攻擊，隨後被名為索爾·坎托的當地反抗軍成員營救，但馬可斯頸部重傷，使布雷斯頓等人前往軌道砲台。
詹姆士、達許和布雷斯頓等人在軌道砲台重聚，失血過多的馬可斯被詹姆士安樂死。索爾等反抗軍成員與眾人合作迎戰外面的外星軍隊，其中詹姆士發現莉亞被外星體寄生而與敵軍站在一塊，外星人宣示企圖透過戰爭征服人類。雙方展開激烈戰鬥，莉亞先行搭乘飛船離開，詹姆士即刻爬上飛船。最後，布雷斯頓等人成功擊退敵軍並殺死敵方領導者，與此同時，費歐娜得知還活著的艾隆漂浮於宇宙，艾隆決定解除敵方的傳送門，並要求費歐娜向自己開砲，以利用自己身上的燃料炸毀傳送門；艾隆的計劃奏效，成功摧毀了傳送門，敵軍艦隊也被先前投擲的Q炸彈全數殲滅。莉亞在被爆炸波及犧牲前推開了詹姆士，讓他最後平安倖存。
返回地球後，倖存的布雷斯頓、詹姆士、達許、索爾和費歐娜在酒吧慶祝。聽聞人類恢復和平，詹姆士默默走出酒吧。

## 演員
- 布魯斯·威利飾演詹姆士·福特（James Ford）[4]
- 法蘭克·葛里洛飾演艾隆·萊爾將軍（Gen. Eron Ryle）
- 布蘭登·湯瑪斯·李（Brandon Thomas Lee）飾演布雷斯頓·萊爾（Braxton Ryle）
- 柯瑞·拉吉飾演達許（Dash）
- 波瑞·麗芙（英语：Perrey Reeves）飾演莉亞·高斯博士（Dr. Lea Goss）
- C·J·佩里飾演索爾·坎托（Sol Cantos）
- 洛奇林·莫羅飾演亞歷克斯·洛克（Alex Locke）
- 科斯塔斯·曼迪勒飾演馬可斯·布萊克（Marcus Bleck）
- 阿黛莱德·凯恩飾演費歐娜·艾登（Fiona Ardene）
- 艾娃·德多米尼奇（英语：Eva De Dominici）飾演茱達·索萊（Juda Saule）

## 製作
2020年3月，法蘭克·葛里洛、盧克·威爾遜和阿黛莱德·凯恩加入布魯斯·威利的科幻動作片《終極異噬界》演出，該片由愛德華·德瑞克執導並與柯瑞·拉吉合作編劇，薩班影業發行。德瑞克和拉吉先前曾在《異種獵殺》（2020年）中與威利合作。主要拍攝於當月結束。威爾遜最後並未參演電影。

## 發行
《終極異噬界》於2021年3月12日在美國影院、VOD和數位平台上發行。

## 評價
《終極異噬界》收穫負評居多，主要被批評故事和設定上的漏洞百出。在爛番茄上根據33則評論，電影新鮮度僅3%，平均得分為2.6／10；該網站共識：「沒讓他成為《終極異噬界》演員的基石，這可能以此來叫醒布魯斯·威利，他似乎沉迷於這可怕的科幻爛攤子中。」在Metacritic上，電影僅獲得了9分（滿分100），列名該站「2021年最差的15部電影」第2名，僅次於露易絲·林頓（英語：Louise Linton）執導兼任編劇主演的《瘋子，我和你》。

## 外部連結
- 互联网电影数据库（IMDb）上《終極異噬界》的资料（英文）